# Pangrapta fauvealis
Pangrapta fauvealis is een vlinder uit de familie spinneruilen (Erebidae). De wetenschappelijke naam is voor het eerst geldig gepubliceerd in 1965 door Viette.
De soort komt voor in tropisch Afrika.